# Kanton Saint-Léonard-de-Noblat
Kanton Saint-Léonard-de-Noblat is een kanton van het Franse departement Haute-Vienne. Kanton Saint-Léonard-de-Noblat maakt deel uit van het arrondissement Limoges en telt 16.627 inwoners in 2018.

## Gemeenten
Het kanton Saint-Léonard-de-Noblat omvatte tot 2014 de volgende gemeenten:
- Champnétery
- Eybouleuf
- La Geneytouse
- Le Châtenet-en-Dognon
- Moissannes
- Royères
- Saint-Denis-des-Murs
- Saint-Léonard-de-Noblat (hoofdplaats)
- Saint-Martin-Terressus
- Sauviat-sur-Vige

Door de herindeling van de kantons bij decreet van 20 februari 2014, met uitwerking op 22 maart 2015, werden 3 gemeenten aan dit kanton toegevoegd:
- Aureil
- Saint-Just-le-Martel
- Saint-Priest-Taurion